# Палац Рум'янцева-Задунайського
Палац Рум'янцева-Задунайського в с. Вишеньки.
За 10 км від смт Коропа розташовані невеликі села Вишеньки та Черешеньки. Обидва населені пункти раніше належали герою Егерсдорфа, Ларги і Кагулу фельдмаршалу, президенту Малоросійської колегії, графу Петру Олександровичу Рум'янцеву-Задунайському. Відомо, що він мав схильність до архітектури і своїм численним маєткам надавав вид химерний і чудернацький.
У Вишеньках і Черешеньках протягом 1782–1787 рр. на березі Десни він побудував цілий комплекс будівель в модних для того часу формах неокласичного романтизму кінця 18 століття. Палац був побудований спеціально до приїзду Катерини II під час її подорожі до Криму.
Розташована на пагорбі над ставком будівля, що віддалено нагадує середньовічний замок, вдало вписана в ландшафт. Своєрідно з'єднані деталі запозичені з готики, класицизму та східної архітектури. Величний фасад з декоративними вежами, контраст кубічних обсягів, круглих башт і ніш, різних за формою і розмірами вікон — все створює сильне враження неординарного будівлі. Від центру дугами розходяться симетричні крила-переходи до бічних флігелів.
Подекуди в інтер'єрі збереглися дивовижні ліпні прикраси у дусі арабесок. Деякі турецькі мотиви мали нагадувати про перемоги володаря садиби над Туреччиною. Палац будувався під наглядом учня М. Мосцепанова архітектора Д. Г. Котляревського. Сам же автор проекту достеменно не відомий, проте припускається, що в його розробці міг брати участь сам Мосцепанов. Називаються також прізвища В. Баженова і Джакомо Кваренгі.
Перед самим приїздом Імператриці в 1787 р. будівництво палацу було закінчено, тоді ж освятили і нову Свято-Успенську церкву. Так само відомо, що в 1796 році у господаря палацу гостював ще один великий полководець А. В. Суворов, який їхав з Петербурга на нове місце служби до Тульчина.
До наших днів збереглася церква і лише половина палацу. У 1809 році син Рум'янцева продав палац поміщику Судіенко, проте пізніше передумав. Щоб розірвати договір, він не придумав нічого кращого, як розібрати половину палацу. Те, що залишилося, новий господар, князь Долгоруков, відремонтував в 1840 році. У 1841 тут народився його син — Олександр. У Черешеньках від володінь Рум'янцева нічого не залишилося, а колись тут крім житлових будівель були канцелярії, кухня, служби, пташник, казарма, пральня і китайська альтанка. У радянські часи на території садиби влаштували піонерський табір. Зараз тут розміщується дитячий оздоровчий табір «Сузір'я».

Палац в Вишеньках, поземний план і аналіз побудови.